# Бялоблоти (Великопольське воєводство)
Бялоблоти (пол. Białobłoty) — село в Польщі, у гміні Ґізалки Плешевського повіту Великопольського воєводства.
Населення — 335 осіб (2011).
У 1975-1998 роках село належало до Каліського воєводства.

## Демографія
Демографічна структура станом на 31 березня 2011 року:
|          | Загалом | Допрацездатний вік | Працездатний вік | Постпрацездатний вік |
| -------- | ------- | ------------------ | ---------------- | -------------------- |
| Чоловіки | 169     | 52                 | 105              | 12                   |
| Жінки    | 166     | 48                 | 89               | 29                   |
| Разом    | 335     | 100                | 194              | 41                   |